# Carl Mayer
Pour les articles homonymes, voir Mayer.
Carl Mayer est un scénariste autrichien né le 20 novembre 1894 à Graz (Autriche) et mort à Londres (Royaume-Uni) le 1er juillet 1944.

## Biographie
Son père, spéculateur boursier juif, s'étant suicidé, Carl doit quitter l'école à l'âge de quinze ans et travailler dans un secrétariat. Il se déplace à Innsbruck, puis à Vienne où il devient dramaturge. Les événements de la Première Guerre mondiale font de lui un pacifiste. En 1917, il rejoint Berlin où il se lie d'amitié avec la vedette de théâtre Gilda Langer et tombe amoureux d'elle. En 1920, il écrit le script du Cabinet du docteur Caligari pour le réalisateur allemand Robert Wiene. Le rôle principal devait être interprété par Gilda Langer, mais celle-ci meurt en 1920. Le rôle sera tenu par Lil Dagover. Mayer paiera la pierre tombale de Gilda Langer et y fera graver des vers de Tristan et Yseult. Le succès du Cabinet du docteur Caligari le rend célèbre et il devient le scénariste de grands réalisateurs de la grande époque du cinéma allemand (1920-1930), comme Friedrich Wilhelm Murnau et alii.
Juif et pacifiste, il quitte l'Allemagne en 1932 pour s'établir à Londres, où il travaille comme conseiller à l'Industrie du film britannique. En 1942, on lui diagnostique un cancer et il meurt pauvre et presque oublié le 1er juillet 1944. Il est enterré à Londres et sur sa pierre tombale est gravée l'inscription : Pionnier dans l'art du cinéma. Érigé par ses amis et collègues de travail. Sa ville natale de Graz a créé un prix qui porte son nom.

## Principaux scénarios de Carl Mayer
- 1920 : Le Cabinet du docteur Caligari (Das Cabinet des Dr Caligarin), réalisé par Robert Wiene
- 1920 : Le Bossu et la Danseuse (Der Bucklige und die Tänzerin), réalisé par Friedrich Wilhelm Murnau
- 1920 : Genuine, réalisé par Robert Wiene
- 1921 : Torgus (Verlogene Moral), de Hanns Kobe
- 1921 : Danton de Dimitri Buchowetzki
- 1921 : La Découverte d'un secret (Schloß Vogelöd), réalisé par Friedrich Wilhelm Murnau
- 1921 : Escalier de service, réalisé par Paul Leni
- 1921 : Le Rail (Scherben), réalisé par Lupu Pick
- 1924 : La Nuit de la Saint-Sylvestre (Sylvester), réalisé par Lupu Pick
- 1924 : Le Dernier des hommes, réalisé par Friedrich Wilhelm Murnau
- 1926 : Tartuffe, réalisé par Friedrich Wilhelm Murnau
- 1927 : Berlin, symphonie d'une grande ville, réalisé par Walter Ruttmann (idée)
- 1927 : L'Aurore, réalisé par Friedrich Wilhelm Murnau
- 1932 : Mélo réalisé par Paul Czinner

## Source
- (en) Cet article est partiellement ou en totalité issu de l’article de Wikipédia en anglais intitulé « Carl Mayer » (voir la liste des auteurs).